# Otomeria cameronica
Otomeria cameronica là một loài thực vật có hoa trong họ Thiến thảo. Loài này được (Bremek.) Hepper mô tả khoa học đầu tiên năm 1960.